# استوا

خط استوا.

کشورهایی که خط استوا از آن‌ها می‌گذرد (رنگ قرمز) و کشورهایی که نصف‌النهار مبدأ از آن‌ها می‌گذرد (آبی).

اِستِوا (به انگلیسی: Equator) یا هموگار نام خطی فرضی است که کرهٔ زمین را به دو بخش نیمکره شمالی و نیمکره جنوبی تقسیم می‌کند.
فاصلهٔ نقاط بر روی خط استوا از قطب‌های شمال و جنوب به یک اندازه است. خط استوا مبدأ عرض جغرافیایی و درجهٔ آن صفر می‌باشد. ۹۰ درجهٔ عرض جغرافیایی به سمت شمال خط استوا و ۹۰ درجهٔ دیگر آن به سوی جنوب خط استوا کشیده شده‌است. در کرهٔ زمین، هر یک از این عرض‌ها به فاصله‌های برابر قرار گرفته و به‌طور میانگین هر درجهٔ آن معادل ۱۱۱/۰۴۲ کیلومتر یا ۶۹ مایل محاسبه شده‌است.
خط استوای زمین همچنین بزرگ‌ترین (طولانی‌ترین) مدار زمین و برابر با طول جغرافیای کره زمین با درازای ۴۰٬۰۷۶ کیلومتر است. هر اندازه به سوی شمال یا جنوب خط استوا برویم، محیط عرض جغرافیایی کوچکتر می‌شود تا اینکه در نقطهٔ قطب به درجهٔ صفر می‌رسد. سطح کرهٔ زمین در خط استوا به مقدار ۴۰٬۰۰۰ کیلومتر در شبانه‌روز حرکت می‌کند. این به‌معنای سرعتی برابر ۱٬۶۷۰ کیلومتر بر ساعت است. این سرعت از تقسیم محیط کرهٔ زمین در خط استوا (حدود ۴۰٬۰۷۰ کیلومتر) بر تعداد ساعات شبانه‌روز (۲۴) محاسبه می‌شود.

## در ادبیات فارسی
نام خط استوا در فارسی کاربردی دیرینه دارد و در اشعار فارسی نیز دیده می‌شود.
نمونه از خاقانی:
| مرکب همت بتاز یک ره و بیرون جهان |  | از سر طاق فلک تا به حد استوا |

از نظامی:
خط استوا بر افق سرنهادمیانجی به قطب شمال اوفتاد

از سعدی:

بر استوای قامتشان گویی ابروان بالای سرو راست هلالی خمیده‌اند

از منوچری:
| روزی بود کاین پادشاه بخشد ولایت مر ترا |  | از حد خط استوا تا غایت افریقیه |

## محصولات
در منطقه استوایی، کشت قهوه و کائوچو رواج دارد. چرا که این مناطق محیط بسیار مناسبی برای کشت این محصولات هستند و می‌توان گفت که مواد اولیهٔ بیشتر شرکت‌های مشهور تولید قهوهٔ جهان، در این مناطق وجود دارد و این کارخانه‌ها در مناطق استوایی دارای مزارع انحصاری هستند. در آغاز قرن نوزدهم میلادی هم کشورهای استعمارگر از این مسئله و سود زیادی که در کشت قهوه و کائوچو در این مناطق وجود دارد با خبر بودند. از همین رو در آن سال‌ها بخش زیادی از جنگل‌های استوایی را با آتش زدن یا قطع کردن درختان از بین بردند و به مزارع تبدیل کردند.

## گذر از مناطق
| مختصات‌ها                                           | کشور، قلمرو یا دریا   | توضیحات |
| -------------------------------------------------- | --------------------- | --- |
| ۰° شمالی ۰° شرقی / ۰°شمالی ۰°شرقی                  | اقیانوس اطلس          | خلیج گینه |
| ۰°۰′ شمالی ۶°۳۱′ شرقی / ۰٫۰۰۰°شمالی ۶٫۵۱۷°شرقی     | سائوتومه و پرنسیپ     | Ilhéu das Rolas |
| ۰°۰′ شمالی ۶°۳۱′ شرقی / ۰٫۰۰۰°شمالی ۶٫۵۱۷°شرقی     | اقیانوس اطلس          | خلیج گینه |
| ۰°۰′ شمالی ۹°۲۱′ شرقی / ۰٫۰۰۰°شمالی ۹٫۳۵۰°شرقی     | گابن                  | |
| ۰°۰′ شمالی ۱۳°۵۶′ شرقی / ۰٫۰۰۰°شمالی ۱۳٫۹۳۳°شرقی   | جمهوری کنگو           | |
| ۰°۰′ شمالی ۱۷°۴۶′ شرقی / ۰٫۰۰۰°شمالی ۱۷٫۷۶۷°شرقی   | جمهوری دموکراتیک کنگو | عبور از ۹ کیلومتری جنوب بوتمبو مرکزی |
| ۰°۰′ شمالی ۲۹°۴۳′ شرقی / ۰٫۰۰۰°شمالی ۲۹٫۷۱۷°شرقی   | اوگاندا               | Passing 32 km south of central کامپالا |
| ۰°۰′ شمالی ۳۲°۲۲′ شرقی / ۰٫۰۰۰°شمالی ۳۲٫۳۶۷°شرقی   | دریاچه ویکتوریا       | Passing through some islands of اوگاندا |
| ۰°۰′ شمالی ۳۴°۰′ شرقی / ۰٫۰۰۰°شمالی ۳۴٫۰۰۰°شرقی    | کنیا                  | Passing 6 km north of central کیسومو |
| ۰°۰′ شمالی ۴۱°۰′ شرقی / ۰٫۰۰۰°شمالی ۴۱٫۰۰۰°شرقی    | سومالی                | |
| ۰°۰′ شمالی ۴۲°۵۳′ شرقی / ۰٫۰۰۰°شمالی ۴۲٫۸۸۳°شرقی   | اقیانوس هند           | Passing between Huvadhu Atoll and Fuvahmulah of the مالدیو |
| ۰°۰′ شمالی ۹۸°۱۲′ شرقی / ۰٫۰۰۰°شمالی ۹۸٫۲۰۰°شرقی   | اندونزی               | The Batu Islands, سوماترا and the Lingga Islands |
| ۰°۰′ شمالی ۱۰۴°۳۴′ شرقی / ۰٫۰۰۰°شمالی ۱۰۴٫۵۶۷°شرقی | Karimata Strait       | |
| ۰°۰′ شمالی ۱۰۹°۹′ شرقی / ۰٫۰۰۰°شمالی ۱۰۹٫۱۵۰°شرقی  | اندونزی               | بورنئو |
| ۰°۰′ شمالی ۱۱۷°۳۰′ شرقی / ۰٫۰۰۰°شمالی ۱۱۷٫۵۰۰°شرقی | تنگه ماکاسار          | |
| ۰°۰′ شمالی ۱۱۹°۴۰′ شرقی / ۰٫۰۰۰°شمالی ۱۱۹٫۶۶۷°شرقی | اندونزی               | سولاوسی |
| ۰°۰′ شمالی ۱۲۰°۵′ شرقی / ۰٫۰۰۰°شمالی ۱۲۰٫۰۸۳°شرقی  | Gulf of Tomini        | |
| ۰°۰′ شمالی ۱۲۴°۰′ شرقی / ۰٫۰۰۰°شمالی ۱۲۴٫۰۰۰°شرقی  | دریای ملوک            | |
| ۰°۰′ شمالی ۱۲۷°۲۴′ شرقی / ۰٫۰۰۰°شمالی ۱۲۷٫۴۰۰°شرقی | اندونزی               | Kayoa and هالماهرا islands |
| ۰°۰′ شمالی ۱۲۷°۵۳′ شرقی / ۰٫۰۰۰°شمالی ۱۲۷٫۸۸۳°شرقی | دریای هالماهرا        | |
| ۰°۰′ شمالی ۱۲۹°۲۰′ شرقی / ۰٫۰۰۰°شمالی ۱۲۹٫۳۳۳°شرقی | اندونزی               | Gebe Island |
| ۰°۰′ شمالی ۱۲۹°۲۱′ شرقی / ۰٫۰۰۰°شمالی ۱۲۹٫۳۵۰°شرقی | اقیانوس آرام          | Passing 570 m north of Waigeo island, اندونزی · Passing 13 km south of آرانوکا atoll, کیریباتی · Passing 21 km south of جزیره بیکر، جزایر کوچک حاشیه‌ای ایالات متحده |
| ۰°۰′ شمالی ۹۱°۳۵′ غربی / ۰٫۰۰۰°شمالی ۹۱٫۵۸۳°غربی   | اکوادور               | Isabela Island in the گالاپاگوس |
| ۰°۰′ شمالی ۹۱°۱۳′ غربی / ۰٫۰۰۰°شمالی ۹۱٫۲۱۷°غربی   | اقیانوس آرام          | |
| ۰°۰′ شمالی ۸۰°۶′ غربی / ۰٫۰۰۰°شمالی ۸۰٫۱۰۰°غربی    | اکوادور               | Passing 24 km north of central کوئیتو، near Mitad del Mundo |
| ۰°۰′ شمالی ۷۵°۳۲′ غربی / ۰٫۰۰۰°شمالی ۷۵٫۵۳۳°غربی   | کلمبیا                | Passing 4.3 km north of the border with پرو |
| ۰°۰′ شمالی ۷۰°۳′ غربی / ۰٫۰۰۰°شمالی ۷۰٫۰۵۰°غربی    | برزیل                 | آمازوناس رورایما Amazonas پارا آماپا Pará - islands in the mouth of the آمازون (رود)                                                                                |
| ۰°۰′ شمالی ۴۹°۲۰′ غربی / ۰٫۰۰۰°شمالی ۴۹٫۳۳۳°غربی   | اقیانوس اطلس          | |